# Trichosteleum stenosekos
Trichosteleum stenosekos là một loài rêu trong họ Sematophyllaceae. Loài này được (Welw. & Duby) A. Gepp mô tả khoa học đầu tiên năm 1901.